# Пођо Чинолфо
Пођо Чинолфо (итал. Poggio Cinolfo) је насеље у Италији у округу Л'Аквила, региону Абруцо.
Према процени из 2011. у насељу је живело 499 становника. Насеље се налази на надморској висини од 705 м.